# Cá voi xanh (trò chơi)

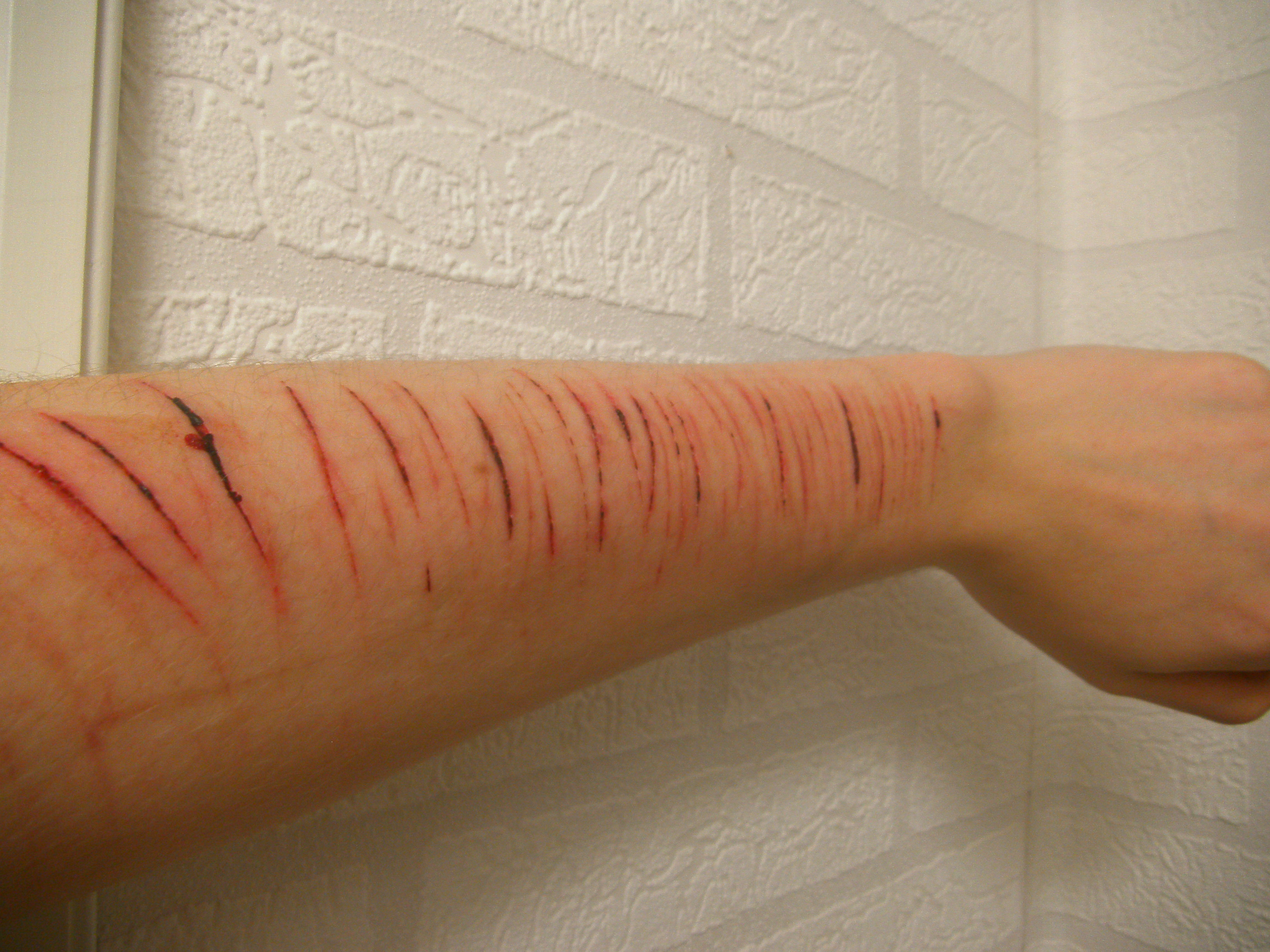
Selfharm arm

Trò chơi cá voi xanh (tiếng Nga: Синий кит; tiếng Anh: Blue Whale Challenge), còn được gọi là "Thử thách cá voi xanh", là một hiện tượng mạng xã hội có từ năm 2014 (tuy nhiên đến năm 2016 mới bắt đầu trở nên nổi tiếng trên Internet, khiến cho nhiều người lầm tưởng rằng trò chơi có từ năm 2016 ) bắt nguồn từ Nga. Trò chơi được tuyên bố là vẫn còn tồn tại ở một số quốc gia, mặc dù không có trường hợp nào được xác nhận. "Trò chơi" bao gồm một loạt nhiệm vụ được một người giao cho người chơi tự hành hạ bản thân mình trong khoảng thời gian nhất định, với thử thách cuối cùng yêu cầu người chơi tự tử. Nếu không thực hiện người giao nhiệm vụ sẽ đe dọa giết hại gia đình người chơi.
"Cá voi xanh" xuất hiện lần đầu vào tháng 5 năm 2016 trong một bài viết trên một tờ báo Nga Novaya Gazeta, đã liên kết nhiều vụ tự tử không liên quan đến thành viên của nhóm "F57" trên mạng xã hội VK có trụ sở tại Nga. Một làn sóng hoảng sợ sau đó đã tràn ngập nước Nga. Tuy nhiên, báo này sau đó bị chỉ trích vì cố gắng tạo ra một mối quan hệ nhân quả mà không tồn tại, không có vụ tự tử nào là kết quả của hoạt động của nhóm nói trên.

## Bối cảnh
Nhà báo Nga Galina Mursaliyeva lần đầu tiên viết về "nhóm tử thần" trong một bài báo đăng trên tờ báo Nga Novaya Gazeta vào tháng 4 năm 2016. Bài viết mô tả các nhóm "F57" trên trang mạng xã hội Nga VKontakte, trong đó cô tuyên bố đã kích động 130 thanh thiếu niên tự sát. Bài viết của Mursaliyeva đã bị chỉ trích tại thời điểm phát hành vì thiếu dữ liệu và sự cân bằng đáng tin cậy. "130 trường hợp tự tử được trích dẫn trong bài viết dường như được tác giả tự tính toán ra." Không có mối liên hệ nào giữa trò chơi và bất kỳ vụ tự sát nào được chứng minh cụ thể.
Nguồn gốc của tên "Cá voi xanh" là không rõ ràng. Một số báo cáo nói rằng nó đến từ một bài hát của ban nhạc rock Nga Lumen. Các câu mở đầu của nó là "Tại sao la hét / Khi không ai nghe / Những gì chúng ta đang nói?" và bài hát có một "con cá voi xanh khổng lồ" mà "không thể vượt qua lưới." Những người khác nói rằng đó là "được cho là một ám chỉ đến một hành động được thực hiện bởi một số cá voi xanh, cố ý bơi lên các bãi biển, khiến chúng bị chết".
Trò chơi được cho là được phổ biến trên các nền tảng truyền thông xã hội khác nhau và được mô tả là mối quan hệ giữa quản trị viên và người tham gia. Trong khoảng thời gian năm mươi ngày, quản trị viên đặt một nhiệm vụ mỗi ngày; các nhiệm vụ dường như vô hại khi mới bắt đầu (dậy lúc 4:30 sáng, xem phim kinh dị) và chuyển sang tự tổn thương bản thân, và cuối cùng yêu cầu người tham gia tự tử vào ngày cuối. Các vụ tự tử do trò chơi này đã được báo cáo trên toàn thế giới nhưng không có vụ nào được xác nhận.

## Lo ngại của xã hội
Trong khi nhiều chuyên gia cho rằng "Cá voi xanh" ban đầu là trò lừa bị thổi phồng lên, họ tin rằng có khả năng hiện tượng này đã dẫn đến các trường hợp tự sát do bắt chước và các nhóm bắt chước, khiến trẻ em dễ bị tổn thương có nguy cơ bị đe doạ trực tuyến và kích động trực tuyến.
Vào cuối năm 2017, báo cáo sự tham gia vào trò chơi cá voi xanh dường như đang giảm; tuy nhiên, các tổ chức an toàn internet trên toàn thế giới đã phản ứng bằng cách đưa ra lời khuyên chung cho phụ huynh và các nhà giáo dục về việc phòng chống tự sát, nhận thức về sức khỏe tâm thần và an toàn trực tuyến trước lần xuất hiện tiếp theo của việc đe doạ trực tuyến.
Ben Radford, một người Mỹ hoài nghi đã nghiên cứu hiện tượng này, gọi đó là "cơn hoảng loạn luân lý đạo đức" và tương đương với những tranh cãi về những mâu thuẫn năm 1980 của trò chơi Dungeons & Dragons. Radford cũng tuyên bố "đây chỉ là trò mới nhất trong một loạt các sự hỗn loạn đạo đức và xúc phạm tương tự được chia sẻ trên truyền thông xã hội... thuốc giải độc tốt nhất... là một sự hoài nghi lành mạnh".

## Bắt giữ
Năm 2016, Philipp Budeikin, một sinh viên tâm lý 21 tuổi đã bị đuổi khỏi trường đại học của mình, tuyên bố rằng anh đã phát minh ra trò chơi vào năm 2013. Budeikin cho biết ý định của mình là làm sạch xã hội bằng cách ép những người mà anh coi là không có giá trị phải tự tử. Mặc dù ban đầu tuyên bố vô tội và nói rằng anh "chỉ chơi cho vui thôi", Budeikin đã bị bắt và bị giam trong Nhà tù Kresty, St Petersburg và vào tháng 5 năm 2016 đã nhận tội "kích động ít nhất 16 cô gái tuổi teen tự tử." Sau đó Budeikin đã bị kết án về hai tội kích động trẻ vị thành niên tự tử.
Các nhà bình luận như Benjamin Radford đã chỉ ra rằng những câu chuyện giật gân trong tin tức thế giới liên quan đến sự tham gia của Budeikin đã chỉ trích dẫn từ hai nguồn tin của Nga, với các báo lá cải sao chép thông tin trên mà không sáng tạo gì.
Vào tháng 6 năm 2017, Ilya Sidorov làm nghề đưa thư đã bị bắt tại Moskva, cũng bị buộc tội thành lập một nhóm "Cá voi xanh" để khuyến khích trẻ tự hại mình và cuối cùng tự tử. Anh ta tuyên bố đã thuyết phục 32 trẻ em tham gia nhóm của mình và bắt các em làm theo các mệnh lệnh.

## Phản ứng

### Bangladesh
Mặc dù nhiều báo cáo tin tức đã được xuất bản trên phương tiện truyền thông Bangladesh cố gắng liên kết các vụ tự tử với trò chơi này, không có trường hợp nào được chính thức xác nhận.
Vào tháng 10 năm 2017, Bộ trưởng Bộ Nội vụ Bangladesh Asaduzzaman Khan đã tuyên bố rằng Ủy ban Điều tiết Viễn thông Bangladesh đã được chỉ đạo điều tra trò chơi Cá voi xanh sau khi có các báo cáo tự sát trên khắp nước này. Ủy ban đã phát hành một thông báo kêu gọi mọi người gọi cho một số điện thoại cụ thể nếu có bất kỳ liên kết web hoặc bất kỳ thông tin nào liên quan đến trò chơi Cá voi xanh. Cuối tháng đó, Tòa án Tối cao Bangladesh đã ra lệnh cấm 6 tháng đối với các gói internet vào ban đêm đặc biệt do nhiều nhà khai thác di động trên toàn quốc cung cấp nhằm hạn chế các vụ tự tử do trò chơi này gây ra.

### Brazil
Mặc dù một số tin tức trên phương tiện truyền thông Brazil liên kết các trường hợp tự hại mình và tự tử của thiếu niên với trò chơi Cá voi xanh và một số điều tra đang diễn ra, không có báo cáo nào được chính thức xác nhận.
Đáp lại trò chơi, một nhà thiết kế và một công ty quảng cáo từ São Paulo tạo ra một phong trào gọi là Baleia Rosa (Cá voi hồng), đã trở thành phong trào lan truyền qua truyền miệng. Nó dựa vào sự cộng tác của hàng trăm tình nguyện viên. Phong trào sử dụng các suy nghĩ tích cực, đánh giá cao cuộc sống và chống trầm cảm. Cũng tại Brazil, Sandro Sanfelice đã tạo ra phong trào Capivara Amarela (Chuột lang vàng), đề xuất để "chiến đấu với trò chơi Cá voi Xanh" và hướng dẫn mọi người tìm kiếm các trợ giúp. Những người tham gia được tách ra giữa những người bị thách thức và cần tìm kiếm sự giúp đỡ, và những người chữa trị đóng vai những người cha đỡ đầu của những người này. Một trường Giáo hội Phục Lâm school ở Nam Paraná, hợp tác với các mạng giáo dục khác, cũng tìm cách đảo ngược tình hình bằng cách đề xuất một trò chơi từ thiện khác có tên là "Thử thách Jonas" (đề cập đến nhân vật trong Kinh thánh Jonah, người đã bị một con cá voi nuốt chửng và nôn ra ba ngày sau đó). Các trò chơi khác được tạo ra ở Brazil để đối lại với trò chơi Cá voi xanh là Baleia Verde (Cá voi xanh lá cây) và Preguiça Azul (Con lười xanh).
Tại Belo Horizonte và khu vực đô thị Recife ở Brazil, nhiều trường đã phổ cập các bài giảng nói về trò chơi Cá voi Xanh. Cảnh sát Brazil chuyên về chống tội phạm công nghệ cao (Dercat) ở Piauí đang chuẩn bị chương trình kỹ thuật số để cảnh báo thanh thiếu niên về sự nguy hiểm của trò chơi này.

### Bulgaria
Tin tức đầu tiên về trò chơi Cá voi xanh xuất hiện ở Bulgaria vào giữa tháng 2 năm 2017. Trung tâm Internet an toàn, được thành lập theo chương trình Internet an toàn và Chương trình của Ủy ban châu Âu, đã phản hồi nhanh chóng. "Câu chuyện giật gân này đã được thổi phồng bởi một số trang web lừa để người xem click vào tạo ra một làn sóng hoảng sợ đối với các bậc cha mẹ", Điều phối viên Trung tâm Georgi Apostolov báo cáo.
Hai nhóm thảo luận về tự tử được mở trên Facebook, nhưng đã nhanh chóng được báo cáo và bị xóa. Sự lan truyền của tin tức đã bị dừng lại trong vòng hai tuần. Sau đó, khi một tin tức giật gân trong tờ báo của Rumani Gândul dẫn đến năm bài báo được xuất bản ở Bulgaria báo cáo rằng trò chơi này là có thực, phương tiện truyền thông một lần nữa nhắc lại quan điểm của tổ chức Internet An toàn, và trò lừa đảo này bị ngừng ngay lập tức.

### Trung Quốc
Vào tháng 5 năm 2017, Tencent, cổng thông tin dịch vụ Internet lớn nhất Trung Quốc, đã đóng 12 nhóm trên mạng liên quan đến Cá voi Xanh đáng ngờ trên nền tảng mạng xã hội QQ của công ty. Số lượng các nhóm này được cho là đang gia tăng. Kết quả tìm kiếm của các từ khóa liên quan cũng bị chặn trên QQ.

### Ai Cập
Vào tháng 4 năm 2018, các nguồn tin tức Ai Cập tuyên bố một học sinh 12 tuổi đã tự sát bằng cách uống thuốc độc để thực hiện một trong những thử thách của trò chơi. Theo các phương tiện truyền thông, cậu học sinh được tìm thấy với một vết sẹo có hình của một con cá voi xanh trên cánh tay phải. Để phản ứng với nhận thức truyền thông ngày càng tăng của trò chơi, Dar al-Ifta al-Misriyyah của Ai Cập đã tải lên một video trên kênh YouTube của họ, tuyên bố rằng trò chơi bị cấm trong Hồi giáo, và cảnh báo chống lại nó.

### Ấn Độ
Trong suốt năm 2017, báo chí ở Ấn Độ đã báo cáo một số trường hợp tự sát trẻ em, tự hại và tự tử bị cáo buộc là kết quả của trò chơi Cá voi xanh và để đáp lại Bộ Điện tử và Công nghệ thông tin của Chính phủ Ấn Độ yêu cầu một số công ty internet (bao gồm Google, Facebook và Yahoo) xóa tất cả các liên kết hướng người dùng đến trò chơi này. Một số nhà bình luận cáo buộc chính phủ của việc tạo ra một sự hoảng loạn đạo đức. Cơ quan giám sát Internet của Ấn Độ Trung tâm Internet và Xã hội cáo buộc chính phủ đang quảng cáo hiệu quả cho một "trò chơi" mà không có bằng chứng. Tại Ấn Độ, tự tử là hình thức tử vong phổ biến thứ hai của trẻ em, theo một báo cáo năm 2012. Tòa án tối cao yêu cầu chính phủ Trung ương Ấn Độ cấm trò chơi này, sau đó chính phủ trả lời rằng do trò chơi Cá voi xanh không phải là một ứng dụng, nó không thể bị cấm.
Cuối cùng vào tháng 1 năm 2018, sau một cuộc điều tra đầy đủ, chính phủ đã báo cáo rằng không có bằng chứng cho thấy bất kỳ cái chết nào là kết quả của trò chơi Cá voi xanh, nói rằng: "Ủy ban đã phân tích các hoạt động internet, hoạt động thiết bị, các hồ sơ cuộc gọi và các hoạt động truyền thông xã hội khác. cũng tương tác với nạn nhân được cứu thoát liên quan đến những sự cố này. Không hề có sự liên kết của trò chơi cá voi xanh trong bất kỳ sự cố nào trong số các sự cố này."

### Iran
Vào tháng 9 năm 2017, Bộ trưởng Bộ Thông tin và Truyền thông Iran đã đăng một thông điệp trong tài khoản Instagram chính thức của mình để cảnh báo phụ huynh và giáo viên về sự lây lan của thử thách Cá voi xanh trong số các thanh thiếu niên Iran.

### Italy
Tại Ý, tin bài báo chí về 'Cá voi xanh' xuất hiện lần đầu vào ngày 3 tháng 6 năm 2016, trên báo La Stampa, mô tả thử thách này là "một trò đùa xấu".
Trang web lừa đảo BUTAC đã báo cáo việc không hề có bằng chứng để khẳng định sự tồn tại của trò chơi. Ngày 14 tháng 5 năm 2017, một báo cáo truyền hình của Le Iene về 'Blue Whale' trên kênh quốc gia Italia 1 liên kết thách thức Cá voi xanh với một vụ tự tử không có liên quan tại Livorno, Italy. Báo cáo cho thấy một số cảnh tự tử, chủ yếu là từ video trên LiveLeak mô tả người lớn không liên quan đến thử thách trên. Video mô tả không chính xác cảnh quay và nói đây là bằng chứng của các thanh thiếu niên chơi trò chơi Cá voi xanh. Báo cáo phỏng vấn một bạn học của một thiếu niên ở Livorno, hai bà mẹ của các cô gái Nga, người được cho là đã tham gia vào trò chơi, và là người sáng lập Trung tâm Nga vì sự an toàn của trẻ em chống các tội phạm internet. Theo báo cáo, tần suất nhắc đến của thách thức Cá voi xanh trong các phương tiện truyền thông Ý tăng lên, với nhiều báo chí mô tả nó là có thật. Đã có sự gia tăng mạnh mẽ trong các tìm kiếm trò chơi này trên Google và một số người đã rất lo lắng.
Vào ngày 15 và 16 tháng 5, các tờ báo đã thông báo việc bắt giữ Budeikin, mà không nói rằng nó đã xảy ra vài tháng trước đó. Những tuyên bố chưa được xác nhận của Budeikin về những nạn nhân của anh ta được anh ta coi là "rác rưởi" đã được báo cáo là có thật. Paolo Attivissimo, một nhà báo và là người chuyên lật tẩy các trò lừa đảo, mô tả trò chơi này là "một huyền thoại chết chóc phóng đại một cách nguy hiểm bởi báo chí ưa thích giật gân". Cảnh sát đã nhận được các cuộc gọi từ cha mẹ và giáo viên quá sợ hãi, và có những báo cáo về thanh thiếu niên tham gia vào thử thách này. Chúng bao gồm nhiều trường hợp tự rạch tay chân và tự tử. Hầu hết các báo cáo được coi là bịa đặt hoặc phóng đại. Những người tham gia trò chơi này đã được báo cáo từ khắp nơi trên nước Ý: Ravenna, Brescia và Siracusa.
Vào ngày 22 tháng 5 năm 2017, Polizia Postale tuyên bố rằng họ đã nhận được 40 báo động. Vào ngày 24, con số này tăng lên 70. Trên trang web của mình, Polizia Postale định nghĩa cá voi xanh là "một trò chơi thực tế dường như có thể đến từ Nga" và cung cấp lời khuyên cho phụ huynh và thanh thiếu niên. Một số trường hợp đã được báo chí mô tả lại.

### Nga
Vào tháng 3 năm 2017, chính quyền Nga đã điều tra khoảng 130 trường hợp tự tử liên quan đến hiện tượng này. Vào tháng 2, một cậu bé 15 tuổi và 16 tuổi đã lao mình ra khỏi tòa nhà 14 tầng ở Irkutsk, Siberia sau khi hoàn thành 50 nhiệm vụ được yêu cầu. Trước khi hai cậu bé tự sát cùng nhau, họ để lại tin nhắn trên trang mạng xã hội. Cũng trong tháng 2 năm đó, một đứa trẻ 15 tuổi bị lâm vào tình trạng nguy kịch sau khi nhảy ra khỏi một căn hộ chung cư và rơi trên mặt đất phủ đầy tuyết ở thị trấn Krasnoyarsk, cũng ở Siberia.
Vào ngày 11 tháng 5 năm 2017, phương tiện truyền thông Nga đã báo cáo rằng Philipp Budeikin "đã phạm tội kích động thanh thiếu niên tự sát", và đã mô tả các nạn nhân của mình là "rác thải sinh học" và tuyên bố rằng bản thân đang "làm sạch xã hội". Budeikin bị giam tại nhà tù Kresty ở St. Petersburg với tội "kích động ít nhất 16 cô gái tuổi teen tự tử".
Vào ngày 26 tháng 5 năm 2017, Đuma Quốc gia (quốc hội Nga) thông qua một dự luật chịu trách nhiệm hình sự cho việc tạo ra các nhóm tự sát trên phương tiện truyền thông xã hội, sau khi 130 người chết tuổi teen có liên quan đến thử thách tự sát Cá voi xanh. Vào ngày 7 tháng 6 năm 2017, Tổng thống Putin đã ký một đạo luật áp hình phạt hình sự cho việc ép trẻ vị thành niên tự tử. Luật này đặt hình phạt tối đa sáu năm tù giam.

### Tunisia
Vào ngày 12 tháng 3 năm 2018, cha mẹ của bảy thiếu niên Tunisia đã tuyên bố rằng con cái của họ đã tự tử vì trò chơi này, và đã yêu cầu tòa án Tunisia cấm thử thách Cá voi xanh. Một tòa án xét xử ở Sousse đã ban hành một phán quyết tạm thời cấm Cá voi Xanh và một trò chơi tương tự khác có tên là "Miriam".

### Hoa Kỳ
Tại Hoa Kỳ, một trang web, cũng được gọi là "Thử thách cá voi xanh", không nỗ lực chống lại trò chơi, nhưng cung cấp năm mươi ngày thử thách thúc đẩy sức khỏe tâm thần và hạnh phúc.